# Pascal Aka
Pascal Aka, né le 17 juillet 1985 en Côte d'Ivoire, est un réalisateur, acteur et producteur de vidéoclips ivoirien,, très connu pour son travail sur Jamie et Eddie : Souls of Strife (2007 ), Evol (2010), Double-Cross qui a obtenu plusieurs nominations au Ghana Movies Award 2014 ,,.

## Début de carrière
Pascal Aka, né à Abidjan en Côte d'Ivoire, a grandi au Ghana. Il a étudié le cinéma à l'Université Carleton en Ontario et a fait un stage à la Coopérative des cinéastes indépendants d'Ottawa au canada, où il a occupé les postes de directeur général, président du comité de diversité et vice-président. À l'âge de 21 ans, il a produit, réalisé et joué dans son premier film Jamie and Eddie: Souls of Strife. Après avoir passé neuf ans au Canada, Pascal est retourné au Ghana et a fondé sa propre société de production, Breakthrough Media Productions,.

## Filmographie
| Année | Film                                     | Rôle                                       |
| ----- | ---------------------------------------- | ------------------------------------------ |
| 2007  | Jamie et Eddie : Souls of Strife (Court) | Écrivain, réalisateur, producteur          |
| 2010  | Évol                                     | Écrivain, producteur, réalisateur          |
| 2011  | Ruée vers l'esprit                       | Écrivain, producteur, réalisateur          |
| 2012  | Rachat                                   | Écrivain, producteur, réalisateur          |
| 2013  | M. Q                                     | Écrivain, producteur, réalisateur,         |
| 2014  | Double-Croix (Court)                     | Réalisateur                                |
| 2014  | Les Chroniques de Banku (Court)          | Réalisateur, producteur, scénariste        |
| 2015  | Interception                             | Producteur associé, réalisateur            |
| 2015  | Police du Ghana (court-métrage)          | Écrivain, producteur, monteur, réalisateur |
| 2016  | Sa première fois (court)                 | Producteur, réalisateur                    |
| 2017  | Rose noire                               | Producteur, réalisateur, scénariste        |

## Prix et reconnaissance
| Year | Award                                       | Category                       | Film                             | Result     |
| ---- | ------------------------------------------- | ------------------------------ | -------------------------------- | ---------- |
| 2009 | Action on Film International Film Festival  | Best Action Sequence           | Jamie and Eddie: Souls of Strife | Lauréat    |
| 2009 | Action on Film International Film Festival  | Best Foreign Film Feature      | Jamie and Eddie: Souls of Strife | Nomination |
| 2010 | Action on Film International Film Festival  | Best Action Sequence – Feature | Evol                             | Nomination |
| 2010 | Action on Film International Film Festival  | Best Guerrilla Film – Feature  | Evol                             | Nomination |
| 2014 | Ghana Movie Awards                          | Best Director                  | Double-Cross                     | Nomination |
| 2014 | Ghana Movie Awards                          | Best Picture                   | Double-Cross                     | Lauréat    |
| 2014 | Ghana Movie Awards                          | Best Cinematography            | Double-Cross                     | Lauréat    |
| 2014 | Ghana Movie Awards                          | Best Short Film                | Ghana Police                     | Lauréat    |
| 2014 | Accra Francophone Film Festival             | Best Comedy                    | Mr. Q                            | Lauréat    |
| 2016 | Real Time International Film Festival (RTF) | Best African Short Film        | Her First Time                   | Lauréat    |
| 2016 | Africa in Motion Film Festival              | Best Short Film                | Black Rose                       | Nommé      |